# Argyrolobium variopile
Argyrolobium variopile är en ärtväxtart som beskrevs av Nicholas Edward Brown. Argyrolobium variopile ingår i släktet Argyrolobium och familjen ärtväxter. Inga underarter finns listade i Catalogue of Life.